# Prise d'Alger (1520)
Pour les articles homonymes, voir Expédition d'Alger.
Ne pas confondre avec les nombreux sièges et prises dont la ville fut l'objet
Guerres entre régence d'Alger et les Kabyles
Batailles
- Bataille des Issers (1519)
- Prise d'Alger (1520)
- Bataille de la Kalâa des Beni Abbès (1553)
- Bataille de M'Sila (1554)
- Bataille de la Kalâa des Beni Abbès (1559)
- Siège de la Kalâa des Beni Abbès (1590)
- Siège d'Alger (1598)
- Bataille de Guidjel (1638)
- Bataille de Aït Aïssi (1745)
- Bataille des Zouaoua (1746)
- Bataille des Aït Irathen (1754)
- Insurrection de Kabylie (1756)
- Bataille de Draâ El Mizan (1767)
- Bataille de Draâ El Mizan (1768)

La Prise d'Alger est le fruit d'une expédition des forces du royaume de Koukou, basé en Kabylie, dans la Mitidja contre la régence d'Alger des frères Barberousse, en se basant chez les Aïth Aïcha en Basse Kabylie. 
Cette prise de la ville ouvre une période de règne du sultan de Koukou sur Alger, Belkadi devient « roi de Koukou et d'Alger » pour cinq à sept ans (1520-1525/1527),. Qara Hasan, ancien agha de Kheirredine, conclut un accord avec Belkadi, s'établit à Cherchell et règne sur l'ouest du littoral de Tipaza à Cherchell.